# Perlodes norvegica
Perlodes norvegica är en bäcksländeart som först beskrevs av Kempny 1900.  Perlodes norvegica ingår i släktet Perlodes och familjen rovbäcksländor. Inga underarter finns listade i Catalogue of Life.